# Typhis
Typhis là một chi ốc biển, là động vật thân mềm chân bụng sống ở biển trong họ Muricidae, họ ốc gai.

## Các loài
Các loài thuộc chi Typhis bao gồm:
- Typhis trispinosus (Houart, 1991)[2]
- Typhis tityrus Bayer, 1971[3]
- Typhis tosaensis Azuma, 1960[4]
- Typhis phillipensis Watson, 1883[5]
- Typhis ramosus Habe & Kosuge, 1971[6]
- Typhis wellsi Houart, 1985[7]
- Typhis westaustralis Houart, 1991[8]
- Typhis bantamensis Oostingh, 1933[9]
- Typhis coronarius Deshayes, 1865[10]
- Typhis cuniculosus Duchâtel in Bronn, 1848[11]
- Typhis francescae Finlay, 1924[12]
- Typhis gabbi Brown & Pilsbry, 1911[13]
- Typhis sejunctus Semper, 1861[14]
- Typhis tubifer Bruguière, 1792[15]